# Целуя сердце
«Целуя сердце» — макси-сингл певицы Мары, выпущенный в январе 2010 года. Презентация сингла состоялась 18 декабря 2009 года. В него вошли заглавная песня «Целуя сердце» в пяти версиях и «Самолёты. 2009» — перезаписанная песня «Самолёты» с альбома «Откровенность», с которой Мара в 2003 году вошла в российскую рок-музыку.

## Запись сингла
В 2009 году Мара с группой записали песню «Целуя сердце», а затем начали записывать на неё макси-сингл. Туда должна была войти заглавная песня в пяти версиях и другие треки, а также видео.
Песня «Целуя сердце» — очень важна для меня. Это моя сегодняшняя чрезвычайная концентрация – музыкальная и эмоциональная. И мы решили подарить песне несколько жизней, провести по разным музыкальным слоям.Мара
Как рассказала корреспонденту Intermedia директор певицы Капитолина Деловая: «Все версии этой песни были сделаны в соответствии с концертными программами Мары. Это будет и радиоверсия, которую уже можно было услышать в эфирах некоторых радиостанций. И unplugged-версия. Квазиэлектрическая версия — это такой ремикс на самих себя. А также пиано-рок-версия и клубный ремикс». По поводу других песен и видео директор сказала, что их названия они «не хотели бы разглашать до выхода сингла».

## Релиз
Презентация сингла состоялась 18 декабря 2009 года в клубе «Главклаб» в ДК Горбунова. Релиз состоялся в январе следующего года, выпускающая компания — «Мистерия звука».
Пластинка включила в себя пять версий заглавной композиции «Целуя сердце». Один из представленных ремиксов сделан популярным петербургским диджеем Фёдором Бумером в стиле «балеарик». Другой ремикс, в стиле «квази-электричество», сделала сама Мара. Также в релиз вошли акустическая версия песни и версия в стиле пиано-рок в фортепианной обработке.
В качестве бонуса в сингл вошли композиция «Самолёты. 2009» и её концертное видео. Песня является переизданием первого хита Мары «Самолёты», который к тому моменту надолго ушёл из концертных трек-листов певицы. Как объяснила Капитолина Деловая, это не просто ещё один новый вариант известной песни, а новая композиция, в которой от старых «Самолётов» не осталось ничего, кроме текста.
Мара о песне:
«Самолеты. 2009» имеют, конечно, некоторое отношение к «Самолетам» раннего творческого периода. Но вообще – это совершенно новая песня, музыкально, эмоционально и смыслово. Это большой и очень сильный трек, PIANO-rock трек. И мне бы очень хотелось, чтобы его почувствовало как можно больше людей. Поскольку в эту песню вложена огромная энергия. Вы сразу это поймете.
Кроме того, издание дополнено фотосессией Мары, в которой певица предстала в совершенно новом образе.

## Список композиций
Слова и музыка всех песен — Мара Кана.
| №  | Название                       | Ремикс/Аранжировка | Длительность |
| -- | ------------------------------ | ------------------ | ------------ |
| 1. | «Целуя сердце (Radio Edit)»    | Мара Кана          | 3:25         |
| 2. | «Целуя сердце (Unplugged)»     | Мара Кана          | 3:55         |
| 3. | «Целуя сердце (Piano-Rock)»    | Мара Кана          | 3:24         |
| 4. | «Целуя сердце (Quasi-Electro)» | Мара Кана          | 3:29         |
| 5. | «Целуя сердце (Кто Dj remix)»  | Фёдор Бумер        | 3:20         |
| 6. | «Самолёты. 2009»               | Мара Кана          | 3:44         |

| №  | Название                      | Длительность |
| -- | ----------------------------- | ------------ |
| 1. | «Самолёты. 2009» (live-video) |              |